# Manoir de Lückholm
Le manoir de Lückholm (en suédois : Lyckholm, en allemand : Gutshaus Lückholm en estonien: Saare mõis) est un petit manoir historique estonien situé dans le village de Saare (anciennement Lückholm) appartenant à la commune de Noarootsi (anciennement paroisse de Nukkö) dans le Läänemaa, ancien district de Wiek.

## Historique

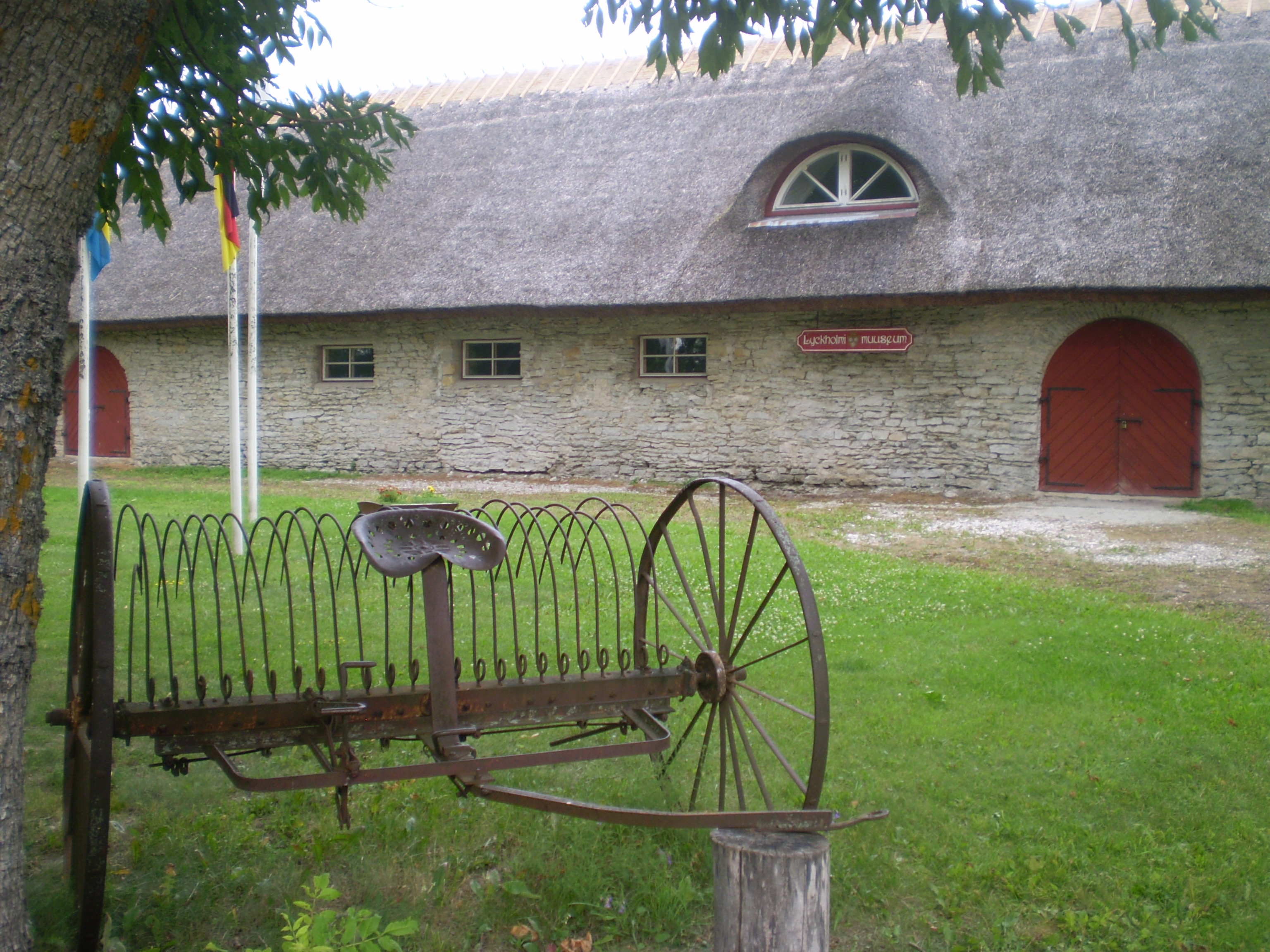
Entrée du musée dans les anciennes granges

Le domaine de Lückholm a été fondé par la famille von Rosen en 1662, alors que la région appartient à la couronne de Suède. Elle y fait construire à l'époque de l'Empire russe en 1790 ce petit manoir de style néoclassique avec un portique dominé par un fronton à la grecque. Vis-à-vis du château se trouvent les anciens bâtiments de l'exploitation agricole.
Le château est abandonné après la Seconde Guerre mondiale. La famille von Rosen obtient la permission de racheter le manoir, dans les années 1990 qu'elle restaure. Elle y a ouvert un musée, le musée de Lückholm, dans les anciennes granges à grains, ouvert au public en 2000.